# Andor Basch
Andor Basch (* 19. Mai 1885 in Budapest, Königreich Österreich-Ungarn; † 24. Juni 1944 ebenda) war ein jüdischer Maler der Verschollenen Generation. Sein Vater war der Maler Gyula Basch, seine Mutter war Rósza Krausz. Drei Monate nach dem Einmarsch der Deutschen Wehrmacht in Ungarn endete sein Leben durch Freitod.

## Leben

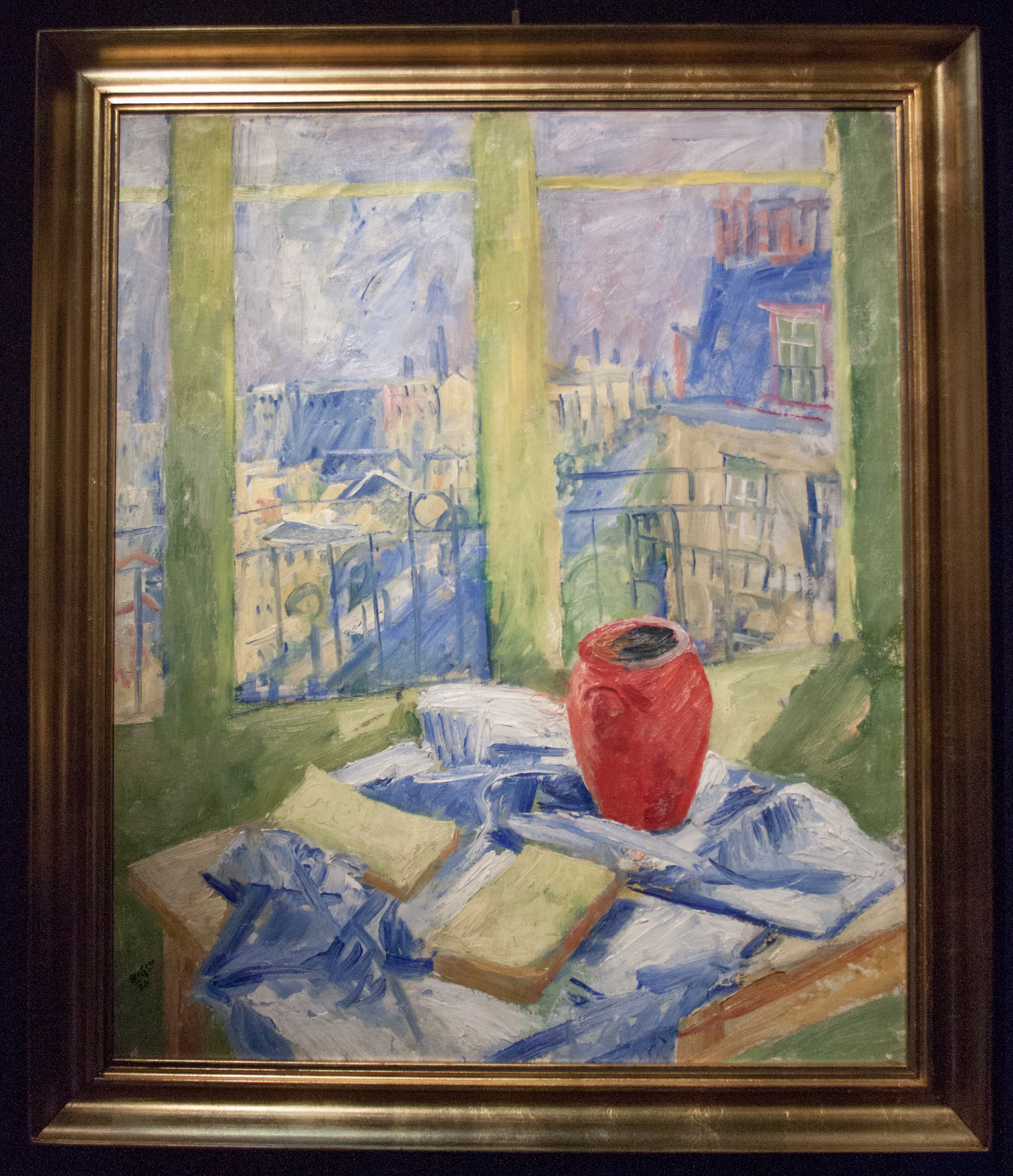
Stillleben im Pariser Atelier – Öl auf Leinwand – 73 × 60 cm

Andor Basch wurde 1885 im Stadtteil Buda in Budapest geboren und wuchs in einer assimilierten und wohlhabenden jüdischen Familie auf. Er war der Sohn des Portraitmalers Gyula Basch (1851–1928). Seine Mutter war Rósza Krausz, die aus einer 1882 geadelten Familie stammte. Basch ließ sich 1899 im Alter von 14 Jahren taufen. Danach besuchte er für fünf Jahre ein katholisches Gymnasium. 1904 begann er sein Studium an der Königlich-Ungarischen Akademie der Bildenden Künste in Budapest. Dort war er Schüler von Tivadar Zemplényi (1864–1917). Auf Anraten seines Vaters ging er anschließend nach Paris und studierte von 1905 bis 1910 an der Académie Julian, wo er Schüler bei Jean-Paul Laurens war. Danach verbrachte er ein Jahr an der Privatschule von Henri Matisse. Zwischen 1907 und 1912 war er im Sommer in Nagybánya, wo er mit dem Maler Károly Ferenczy zusammenarbeitete. Im Ersten Weltkrieg war Andor Basch als Kriegsmaler in der Pressezentrale der Königlich-Österreich-Ungarischen Armee tätig. Von 1920 bis 1924 bereiste er Italien. Er war Gründungsmitglied der 1920 gegründeten Pál-Szinyei-Merse-Gesellschaft.
Zwischen 1925 und 1931 lebte er wieder in Paris. Aufgrund der Wirtschaftskrise zu Beginn der 1930er Jahre ging er 1931 zurück nach Budapest. Er lebte abseits des ungarischen Kunstlebens, stellte aber dennoch in Budapest und im Ausland aus. Anfang der 1940er Jahre war er Mitglied des Gresham-Kreises, einer Gruppe einflussreicher ungarischer Künstler, die neue Wege in der Kunst gehen wollte, und der Künstlergruppe der Neuen Künstlervereinigung KÚT (Képzőművészek Új Társasága).
Obwohl er sich selbst nach seiner Taufe nicht mehr als Jude sah, fühlte er sich seit dem Einmarsch der Deutschen Wehrmacht am 18. März 1944 durch Verfolgung bedroht. Nachdem am 15. Mai 1944 die ersten Juden von Budapest nach Auschwitz deportiert worden waren, setzte Andor Basch seinem Leben am 24. Juni 1944 mit einem Pistolenschuss in den Kopf ein Ende. „Er floh vor dem jüdischen Schicksal in den Freitod“, schrieb die ungarische Historikerin Katlin S. Nagy über ihn. Andor Basch war zum Zeitpunkt seines Todes mit Elza Guttmann verheiratet. Elza Guttmann wurde 1892 geboren und war die Tochter von Izsak Guttmann und Roza Sonnenschein. Sie hat den Holocaust nicht überlebt. In der Datenbank der Holocaustopfer in Yad Vashem wird ihr Todesdatum mit dem 20. November 1944 angegeben. Sie wurde somit sechs Monate nach dem Tod ihres Ehemannes ermordet. Der Todesort ist unbekannt.

## Künstlerische Rezeption
Zunächst malte Basch klassizistische Aktkompositionen und später hauptsächlich Landschaften und Stillleben. Seine Kunst wurde maßgeblich durch die fast zwei Jahrzehnte, die er in Paris verbrachte, geprägt. Er stellte dort in den Salons der Moderne aus, erhielt gute Kritiken und verkaufte seine Bilder zu hohen Preisen. Aber das Pariser Terrain war für einen Ausländer schwierig und man musste dort viele Jahre um echte Anerkennung kämpfen. „Als er 1931 mit einer Gemeinschaftsausstellung in Paris und dann in Zürich beginnen wollte, hatte die Wirtschaftskrise begonnen“, fasst sein Malerfreund Herman Lipót (1884–1972) die Jahre zusammen, die er dann in Budapest verbrachte. Seine Werke zeichnen sich durch eine Kombination aus impressionistischer und akademisch-malerischer Formgebung aus. In seiner letzten Schaffensperiode um 1935 wurde er zu einem wirklich berühmten Maler, als er seine stimmungsvollen Landschaften und Stillleben in einem wilden Staccato kurzer dynamischer Pinselstriche malte.

## Werke
- Fischstillleben, 1930er Jahre, Öl auf Karton, 41 × 54,5 cm[2]
- Stillleben im Pariser Atelier, 1930er Jahre, Öl auf Leinwand, 73 × 60 cm
- Cote d'Azur, 1924, Öl auf Holz, 27 × 35 cm

## Einzelausstellung
- 1965: Andor Basch Gedenkausstellung, Ungarische Nationalgalerie, Budapest

## Gemeinschaftsausstellungen
- 1943: Tamás Galéria, Budapest
- 1941: Tamás Galéria, Budapest
- 1931: Paris und Zürich
- 1929: Nürnberg
- 1926: Brüssel
- 1922: Stockholm
- 1921: Amsterdam und Helsinki
- 1919: Lajos Ernst Museum, Budapest
- 1912: Künstlerhaus, Budapest